# صورتی (فیلم ۲۰۱۶)
صورتی نام فیلمی هندی است که در سال ۲۰۱۶ منتشر شد.
فیلم نگاه مستقیم بازسازی این فیلم می‌باشد.
خلاصه : سه دختر قبل از این که مورد تجاوز قرار بگیرند از خودشان دفاع کرده و فرار میکنند پس از شکایت هیچ وکیلی پرونده آنها را قبول نمی کند تا اینکه یک وکیل بازنشسته پرونده آنها را قبول می کند و ...•